# Zilveren lijn
De Silver Line (SL) (vertaald: de zilveren lijn) is een Amerikaanse metrolijn in Washington D.C. van de metro van Washington uitgebaat door de Washington Metropolitan Area Transit Authority (WMATA).
De lijn werd op 26 juli 2014 geopend als de jongste van de zes metrolijnen van het metronet. In deze eerste fase heeft de lijn 28 stations en verbindt Wiehle–Reston East in Reston, Fairfax County, Virginia met Largo Town Center in Lake Arbor, Prince George's County, Maryland. De lijn overbrugt een afstand langs het spoornet van 47,6 km. 
De lijn doorkruist naast Loudoun County en Fairfax County in Virginia ook Arlington alvorens het District of Columbia te bedienen evenals Prince George's County in Maryland. 
De lijn heeft enkel in het westelijk deel eigen bedding en stations waar het in fase 1 vijf eigen stations heeft (vanaf vermoedelijk 2020 in fase 2 uitgebreid tot elf stations). Vervolgens loopt de lijn vanaf East Falls Church samen met de Orange Line in een traject met vijf stations. Het stadscentrum wordt dan bediend door 13 stations tussen Rosslyn en Stadium–Armory waar zowel de Blue Line als de Orange Line samenvallen met het traject van de Silver Line. Het oostelijke uiteinde van de Silver Line is vervolgens het oostelijk traject van de Blue Line tot Large Town Center, hier gaat het nog om vijf stations.

## Fase 2
Een westelijke verlenging van de metrolijn is nog in aanleg en zal tegen de vermoedelijke afwerkingsdatum in 2022 de lijn verlengen met 18,5 km bijkomende spoorlengte en zes stations waaronder een metrostation in Washington Dulles International Airport wat de voornaamste reden is van de lijn en de aanleg van nieuwe metrosporen in een project dat dan ook het Dulles Corridor Metrorail Project wordt genoemd. De nieuwe terminus wordt bij afwerking van fase 2 Ashburn in Loudoun County, Virginia, de totale lijnlengte stijgt tot 66,1 km.

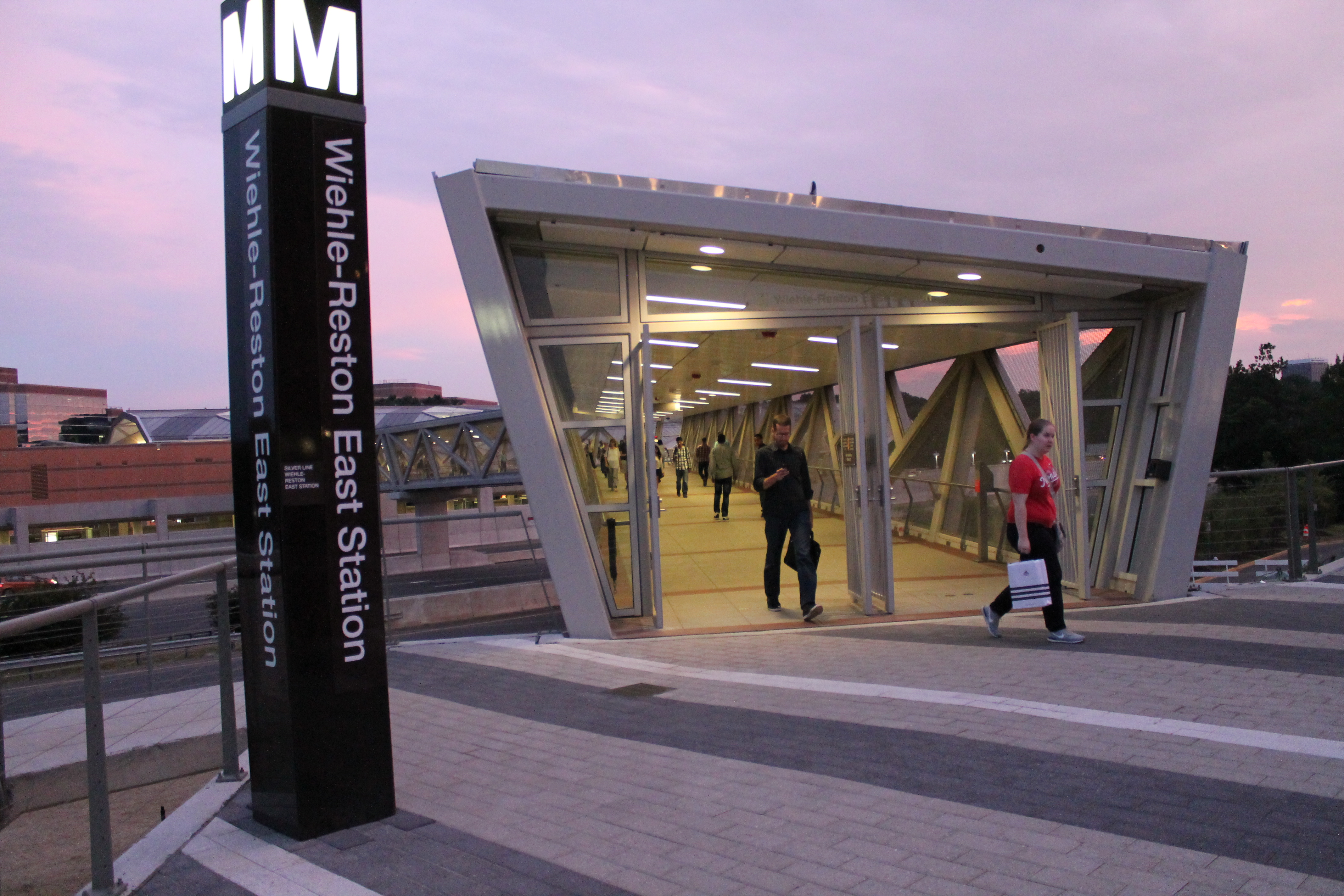
Wiehle-Reston East, toegang tot de westelijke terminus van de lijn anno 2014